# Cittadella dello sport (Siracusa)
La Cittadella dello sport è un complesso polisportivo di Siracusa, situato in cima alla balza Akradina. 

## Storia
Ideata e progettata da Concetto Lo Bello per sopperire alla carenza di strutture sportive nella sua città e sul modello dell'Acquacetosa di Roma, la prima pietra fu posta il 5 luglio 1959. I lavori terminarono nel 1964 e il 14 luglio seguente ci fu l'inaugurazione ufficiale. Nel novembre 1965, in occasione dell'inizio dei corsi sportivi (in particolare di nuoto e di tennis), Lo Bello invitò e riuscì ad avere l'intera squadra del Milan. Egli non è riuscito tuttavia a vedere completata la sua creatura, visto che il Palazzetto dello sport è stato ultimato solo tre anni dopo la sua scomparsa avvenuta nel 1991. A lui, oltre al palasport, è stata intitolata anche la strada antistante e d'ingresso principale della Cittadella.
Al suo interno sono state scritte importanti pagine di storia dello sport aretuseo da società sportive storiche come l'EOS e l'Ortigia di pallamano e l'Ortigia di pallanuoto, nonché da realtà più giovani come l'Albatro (pallamano) e la Prativerdi (pallacanestro). Talvolta ha ospitato anche eventi extra sportivi, tra cui concerti (i più importanti quelli di Domenico Modugno e di Massimo Ranieri) e spettacoli acquatici.

## Composizione
La cittadella sportiva è composta innanzitutto dal Pala Lo Bello, dal retrostante Tensostatico, più a lato dalla piscina Paolo Caldarella, da un campo grande di pallacanestro con pista di atletica usata anche per il pattinaggio, da un campetto di calcio a 5, uno di pallacanestro, quattro di tennis, e ultimamente da altri due campetti di padel. Quasi tutti sono provvisti di apposite tribune. In mezzo, c'è una struttura sviluppata in lunghezza ed esclusivamente a piano terra, al cui interno ci sono uffici e spogliatoi. Alle spalle della piscina Caldarella, c'è una piccola pineta in cui durante l'estate si svolgono le attività ludiche dei gruppi estivi. 